# Phasma gigas
A Phasma gigas a rovarok (Insecta) osztályába, botsáskák (Phasmatodea) rendjébe és valódi botsáskák (Phasmatidae) családjába tartozó terraristák által, otthonaikban is tartott faj.

## Elterjedése
Pápua Új-Guinea őshonos, endemikus faja.

## Megjelenése
A nőstény 200 mm körüli hosszúságú, és 15 mm széles. Hatodik szelvényének dorsalis részén egy lebenyt visel, tora erősen tüskés.
Hátsó szárnyai narancsvörösek, rajtuk sok fekete csík látható. A szárnyak a potroh felét takarják. Mindkét ivar hosszú, lebenyszerű fartoldalékokat (cercus) visel, a nőstények nem rendelkeznek tojócsővel (ovipositor).
A hímek kisebbek, karcsúbbak és röpképesek, hosszuk 110–150 mm.

## Életmódja
A természetben az eukaliptusz leveleivel táplálkozik, de fogságban etethető szeder-, mogyoró- és tölgylevéllel is.

### Szaporodása
Petéi nagyok, feketék és gömbölyűek. A nimfák a petékből 5-6 hónap alatt kelnek ki. A kikelő egyedek nagyjából 2 cm hosszúak.
Tartása magas páratartalom mellett 25-28 °C-on ideális.